# 中仓乡
中仓乡，是中华人民共和国西藏自治区那曲市尼玛县下辖的一个乡镇级行政单位。

## 行政区划
中仓乡下辖以下地区：
贡玛村、索俄布村、夏隆村、央龙曲帕村、那来村、乃仁当果村、日玛村和卡公村。